# Tscharukiw
Tscharukiw (ukrainisch Чаруків; russisch Чаруков/Tscharukow, polnisch Czaruków) ist ein ukrainisches Dorf in der Oblast Wolyn. Es liegt im Rajon Luzk, etwa 20 Kilometer südwestlich der Rajons- und Oblasthauptstadt Luzk am Flüsschen Polonka.
Das Dorf wurde 1444 zum ersten Mal schriftlich erwähnt und gehörte bis zur 3. polnischen Teilung zur Adelsrepublik Polen (in der Woiwodschaft Wolhynien), kam dann zum Russischen Reich, wo es im Gouvernement Wolhynien lag. 1918/1921 fiel es an Polen und kam zur Woiwodschaft Wolhynien in den Powiat Łuck, Gmina Czaruków. Infolge des Hitler-Stalin-Pakts besetzte die Sowjetunion das Gebiet und machte den Ort im Januar 1940 zum Hauptort des gleichnamigen Rajons Tscharukiw, dieser wurde aber im gleichen Jahr nach Senkewytschiwka verlegt und Tscharukiw blieb ein einfaches Dorf. Nach dem deutschen Überfall auf die Sowjetunion im Juni 1941 war der Ort bis 1944 unter deutscher Herrschaft (im Reichskommissariat Ukraine), kam nach dem Krieg wieder zur Sowjetunion und wurde in die Ukrainische SSR eingegliedert, seit 1991 ist Tscharukiw ein Teil der heutigen Ukraine.
Am 12. Juni 2020 wurde die Siedlung ein Teil der neugegründeten Landgemeinde Horodyschtsche, bis dahin bildete es zusammen mit dem Dorf Wyhurytschi (Вигуричі) die gleichnamige Landratsgemeinde Tscharukiw (Чаруківська сільська рада/Tscharukiwska silska rada) im Südwesten des Rajons Luzk.